# Бозони
Бозони су честице целог спина ({\displaystyle S=0,1,2,\dots }), за разлику од фермиона који имају половни спин ({\displaystyle S={\frac {1}{2}},{\frac {3}{2}}\dots }). За њих не важи Паулијев принцип који важи за фермионске честице, већ су стања која ће бозони заузети у датом систему описана Бозе-Ајнштајновом расподелом. За разлику од фермиона, више бозона могу заузимати потпуно исто кватнтно стање. Бозони су добили назив по индијском физичару Сатјендри Нату Бозеу на предлог Пола Дирака. Све елементарне честице се деле на фермионе и бозоне. У бозонске елементарне честице спадају глуон, фотон, W+, W- и Z0 бозон, теоријски предвиђени гравитон, итд. И композитне честице могу бити бозони, као што су мезон или стабилна језгра парног масеног броја (нпр. деутеријум, {\displaystyle ^{4}He}) Такође, многе квазичестице су бозони као што су фонон, плазмон, Куперов пар, итд. Када се гас бозонских честица охлади до јако ниских температура, јако велики број бозона заузима најниже квантно стање у систему и долази до Бозе-Ајнштајнове кондензације. Примери Бозе-Ајнштајнове кондензације сусуперфлуидност, БЦС теорија суперпроводности, итд. У таква стања могу доћи бозони или бозонске квазичестице сачињене од фермиона (Куперови парови).
Према стандардном моделу, с обзиром на вредност спина, све елементарне честице деле се у две велике групе: фермионе и бозоне. У фермионе спадају елементарне честице које изграђују сву познату материју у свемиру, док у бозоне спадају елементарне честице које се називају баждарни бозони. То су бозони који немају унутрашњу структуру, у потпуности су елементарни и дефинишу се као честице преносници 3 темељне силе природе (јака нуклеарна сила, слаба нуклеарна сила и електромагнетска сила), не рачунајући гравитацију.
| Бозон        | Ознака | Античестица | Електрични набој | Спин | Маса (2) |
| ------------ | ------ | ----------- | ---------------- | ---- | -------- |
| фотон        | γ      | сам себи    | 0                | 1    | 0        |
| W-бозон      | W-     | W+          | -1               | 1    | 80,38    |
| -бозон       |        | сам себи    | 0                | 1    | 91,19    |
| глуон        |        | сам себи    | 0                | 1    | 0        |
| Хигсов бозон | 0      | сам себи    | 0                | 0    | 125,09   |
| гравитон     |        | сам себи    | 0                | 2    | 0        |

## Фотон
Фотон (према грч. φῶς, генитив: φωτός: светлοст), светлосни квант или квант електромагнетског зрачења (ознака γ) је основни делић енергије електромагнетскога зрачења, елементарна честица која је посредник у преношењу електромагнетскога међуделовања. У вакууму се фотон креће брзином светлости, а нема масу, електрични набој, ни енергију мировања. Његов је спин једнак јединици и припада у групи бозона. Фотон као појам увео је А. Ајнптајн 1905. како би објаснио фотоелектрични учинак, који се није могао објаснити с помоћу таласне теорије електромагнетнога зрачења. Електромагнетно зрачење фреквенције ν показује при међуделовању с материјом да се састоји од недељивих фотона енергије:
{\displaystyle E=h\cdot \nu }
где је: h - Планкова константа. Фотони настају у многим природним процесима: при убрзавању електрички набијених честица (синхротронско зрачење), при нуклеарном, атомском или молекуларном претварању (трансформацији) из стања више енергије у стање ниже енергије, при поништењу (анихилацији) честица и античестица.

## W ибозони
W и Z бозони су елементарне честице преносници слабе нуклеарне силе, одговорне за распаде протона у неутроне и обрнуто. За разлику од осталих баждарних бозона, масе мировања су ми различите од нуле, а износе 80,4 и 91,2 /2, што је готово 100 пута више од масе протона, због чега им је деловање ограничено на атомско језгро.

### W-бозон
W-бозон (ознака W±) је субатомска честица која као преносник темељне слабе нуклеарне силе постоји у два електрички набијена стања, у негативном стању је честица, а у позитивном стању је античестица. Са Z-бозоном, глуоном и фотоном чини групу баждарних бозона електрослабог и јакога међуделовања (јака нуклеарна сила). W-бозони откривени су 1983. у -у у Женеви, у складу с предвиђањима моделa Ш. Л. Глашоуа, С. Вајнберга и А. Салама (Нобелова награда за физику 1979). Њихова сразмерно велика маса, , објашњава краткодосежност и изразито малу јачину слабе силе при уобичајеним нискоенергијским процесима субатомских честица.

### Z-бозон
Z-бозон (ознака Z) је субатомска честица која је преносник темељне слабе силе, електрично је неутрална и сама себи античестица. С W-бозоном, глуоном и фотоном чини баждарне бозоне електрослабог и јакога међуделовања. Z-бозони откривени су 1983. у -у у Женеви, у складу с предвиђањима модела Ш. Л. Глашоуа, С. Вајнберга и А. Салама (Нобелова награда за физику 1979).  Њихова сразмерно велика маса, , објашњава краткодосежност и изразито малу јачину слабе силе при уобичајеним нискоенергијским процесима субатомских честица.

## Глуон
Глуон (енг. gluon, од glue: лепак које долази од фран. glu: лепак [од имеле] и каснолат. glus, генитив glutis, за клас. лат. gluten; ознака g) је елементарна честица без масе, која преноси темељно јако међуделовање (јака нуклеарна сила) и веже кваркове у хадронима, бозон спина 1. Међуделовање кваркова преноси се емисијом и апсорпцијом глуона, слично као што се електромагнетско међуделовању преноси фотонима. Разлика је у томе што фотони немају електрични набој и узајамно међусобно неделују, а глуони имају 8 врста набоја боје те између њих делује јака сила. Глуоне је теоријски предвидео М. Гел-Ман 1964. а експериментима су потврђени 1979. помоћу глуонских млазова у истраживачком средишту DESY (немачки електронски синхротрон) у Хамбургу.

## Хигсов бозон
Хигсов бозон (по П. Хигсу; ознака 0) је бозон уведен у стандардну теорију честица и сила (1964) ради објашњења како је приликом настанка свемира нарушена електрослаба симетрија, те је настао већи број субатомских честица него античестица и зашто честице имају масу. Његова је маса приближно 125,09 GeV/c², спин 0, време полураспада 1,56 × 10−22 , електрични је неутралан и сам је себи античестица. Може се распасти на два W-бозона:
{\displaystyle \mathrm {H} ^{0}\rightarrow \mathrm {W} ^{+}+\mathrm {W} ^{-}}
два -бозона:
{\displaystyle \mathrm {H} ^{0}\rightarrow \mathrm {Z} ^{0}+\mathrm {Z} ^{0}}
dva fotona:
{\displaystyle \mathrm {H} ^{0}\rightarrow \mathrm {\gamma } +\mathrm {\gamma } }
и друго.

## Гравитон
Гравитон (према гравитација) је квант гравитационог поља, преносник темељне гравитационе силе. То је честица с масом мировања једнаком нули и нултим набојем, бозон са спином 2∙h, а припадно је поље тензорско. Гравитон би требао бити квант гравитационих таласа, што их је као промене простор-времена које се шири брзином светлости. Ајнштајн предвидио већ 1916. У суперсиметричним минималним проширењима стандарднога модела (физика елементарних честица), честице целобројнога спина добивају партнер-честицу полуцелога спина. Тако би гравитону спина 2∙h одговарао гравитино полуцелога спина 3∙h/2.